# Гуани, Альберто
Альберто Гуа́ни Карра́ра (исп. Alberto Guani Carrara; 14 июня 1877, Монтевидео, Уругвай — 26 ноября 1956, там же) — уругвайский политический, государственный и общественный деятель, вице-президент Уругвая (1 марта 1943-1 марта 1947). Министр иностранных дел Уругвая. Президент Сената Уругвая (1943—1947), дипломат, юрист, журналист, педагог, доктор права.

## Биография
Изучал право в Республиканском университете в Монтевидео, где получил степень доктора права. Стал известным юристом, специализирующимся в области международного права. Позже преподавал в альма матер.
С 1900 года занимался журналистской деятельностью, помещал статьи о политических и экономических проблемах в газетах El Siglo и El Tiempo, а также в других изданиях.
Член Партии Колорадо (Уругвай). В 1907—1910 годах — депутат парламента Уругвая, член Палаты представителей.
Дипломат. Был первым послом Уругвая во Франции (1925—1926), послом в Швейцарии (1911), Австро-Венгрии (1911), Бельгии (1913), Нидерландах (1913) и Великобритании 1936—1938). Представлял страну в Лиге Наций. Председатель Генеральной Ассамблеи Лиги Наций (1927—1928). Боролся против фашизма на Панамериканской конференции (1938), на Третьем консультативном совещании (1941), заложил основу для выполнения межамериканских военных соглашений.
С июня 1938 по февраль 1943 года трижды назначался министром иностранных дел Уругвая.
В 1943—1947 годах занимал пост вице-президента Уругвая при президенте Альфредо Бальдомире. Тогда же, Президент Сената Уругвая (1943—1947).